# Thomas Prenzel
Thomas Prenzel (* 7. August 1968) ist ein ehemaliger deutscher Nordischer Kombinierer. Er nahm für die DDR an den Olympischen Spielen 1988 in Calgary teil. Er startete in seiner aktiven Zeit für den SC Dynamo Klingenthal. 

## Karriere
Im Jahr 1987 nahm er an den Nordische Junioren-Skiweltmeisterschaften teil und gewann im Einzelwettbewerb die Goldmedaille. Zudem gewann er gemeinsam mit Thomas Abratis und Marko Frank den Mannschaftswettbewerb. Er durfte nach den Junioren-Weltmeisterschaften auch an den Nordischen Skiweltmeisterschaften 1987 in Oberstdorf und belegte im Einzelwettbewerb den neunten Platz.
In der Saison 1986/87 sammelte er im Weltcup der Nordischen Kombination seine ersten Weltcuppunkte. Beim letzten Weltcup der Saison in Oslo belegte er den 14. Platz und beendeten die Saison in der Gesamtwertung mit acht Punkten auf den 30. Punkten gemeinsam mit Miroslav Kopal. Sein bestes Ergebnis im Weltcup belegte er in der Saison 1987/88. Beim Weltcup in St. Moritz und in Falun belegte er jeweils den sechsten Platz. Die Saison beendete er in der Gesamtwertung mit 31 Punkten auf den elften Platz gemeinsam mit Andrei Dundukow.
Zudem nahm er für die Deutsche Demokratische Republik 1988 an den Olympischen Winterspielen in Calgary teil. Im Einzelwettbewerb belegte er den neunten Platz und im Team verpasste er gemeinsam mit Uwe Prenzel und Marko Frank mit dem fünften Platz eine Olympiamedaille.